# Eduardo Saborido Galán
Eduardo Saborido Galán (Sevilla, 5 de febrer de 1940) és un sindicalista i polític andalús, exdirigent de Comissions Obreres i del Partit Comunista d'Espanya.
Treballador de Hispano Aviación, va destacar des de jove com a sindicalista i líder del sector metal·lúrgic. A conseqüència d'això va sofrir diverses detencions i tres processos judicials per la dictadura franquista. En 1969 va complir pena de bandejament a Jaén. Fundador de Comissions Obreres, és un dels protagonistes del seu desenvolupament en la província de Sevilla, mentre milita en la clandestinitat a causa d'una condemna de sis anys de presó després de ser jutjat en rebel·lia. El seu nom de guerra en aquest període serà el de Jesús Sánchez.
Al juny de 1972 va ser de nou detingut al costat de la resta de membres de la direcció estatal de Comissions Obreres, que serien jutjats en el Procés 1001, on hi fou condemnat a més de 20 anys de presó. Després de la mort del general Franco en 1975 és indultat.
Durant la Transició serà triat membre de la Comissió Executiva Confederal de Comissions Obreres al seu I Congrés (1978, secretari general de CCOO de Andalusia; i en el pla polític, membre del Comitè Central i del Comitè Executiu del PCE.
A les eleccions generals de 1979 va ser elegit diputat del PCE per Sevilla, encara que va abandonar el Congrés dels Diputats pocs mesos després. Posteriorment fou diputat del Parlament d'Andalusia i militant d'Izquierda Unida. En 1983 dimití com a secretari general de Comissions Obreres d'Andalusia en oposar-se a la política d'oposició del sindicat al govern de Felipe González. En 1998 li fou concedida la Medalla d'Andalusia per la seva trajectòria sindical.